# Thierry Gloris
Thierry Gloris est un scénariste de bande dessinée français, né le 29 mars 1974 en Franche-Comté.
Il a publié sa première série, Le Codex Angélique, en 2006.

## Biographie

### Jeunesse
À l'université de Bordeaux, Thierry Gloris obtient un DEA en Histoire et s'intéresse également à la littérature du XIXe siècle (Émile Zola, Balzac, Edgar Allan Poe et Guy de Maupassant).
Il travaille en indépendant sur quelques journaux historiques et, en 2004, poursuit ses expériences de scénariste dans le Journal de Spirou.

### Début de carrière
Sur un forum de dessinateurs, il découvre des dessins de Mickaël Bourgouin et il contacte le dessinateur pour lui proposer le scénario de la bande dessinée Le Codex Angélique.
Pendant le Festival international de la bande dessinée d'Angoulême, il rencontre Thierry Joor avec qui il signe cette série chez Delcourt.
Thierry Gloris et Frédéric Charve ont réalisé le one shot Ainsi va la vie mettant en scène six personnages amis de la faculté qui se retrouvent pour faire le point, publié le 1er avril 2010 par les éditions Drugstore dans la collection Roman graphique.

### Un scénariste confirmé
En 2017, il revient dans le journal Spirou avec la série Bushido dessinée par Gorobeï.

## Style
Thierry Gloris écrit principalement des scénarios historiques, auxquels il adjoint des éléments fantastiques, ce qui permet, selon lui, des situations improbables et de révéler la véritable nature humaine.